# Paśnik obcinek
Paśnik obcinek (Chloroclysta truncata) – motyl z rodziny miernikowcowatych. Występuje w całej Palearktyce i na Bliskim Wschodzie.